# 1997년 9월
| 1997년: 1월 · 2월 · 3월 · 4월 · 5월 · 6월 · 7월 · 8월 · 9월 · 10월 · 11월 · 12월 |

| <          | 1997년 9월  | 1997년 9월 | 1997년 9월 | 1997년 9월 | 1997년 9월 | >          |
| 일         | 월          | 화         | 수         | 목         | 금         | 토         |
|            | 1 7.30 병오 | 2 8.1 정미 | 3 2 무신   | 4 3 기유   | 5 4 경술   | 6 5 신해   |
| 7 6 임자   | 8 7 계축    | 9 8 갑인   | 10 9 을묘  | 11 10 병진 | 12 11 정사 | 13 12 무오 |
| 14 13 기미 | 15 14 경신  | 16 15 신유 | 17 16 임술 | 18 17 계해 | 19 18 갑자 | 20 19 을축 |
| 21 20 병인 | 22 21 정묘  | 23 22 무진 | 24 23 기사 | 25 24 경오 | 26 25 신미 | 27 26 임신 |
| 28 27 계유 | 29 28 갑술  | 30 29 을해 |            |            |            |            |

| - 9월 5일 - 테레사 수녀 편집하기 |

## 1997년9월 19일
- 대한민국 법무부가 양계혈통주의를 골자로 한 국적법 개정안을 마련했다.

## 1997년9월 17일
- 동아시아에서 개기 월식이 관측되다.

## 1997년9월 13일
- 이인제 경기도지사가 신한국당을 탈당하고 대통령선거에 출마하겠다고 선언했다.

## 1997년9월 5일
- 2004년 하계 올림픽 개최지로 그리스 아테네가 선정되다.